# Festival du film de Sundance 2005
Le Festival du film de Sundance 2005, 21e édition du festival (21st Sundance Film Festival) organisé par le Sundance Institute, s'est déroulé du 20 au 30 janvier 2005 à Park City (Utah).

## Palmarès

### Cinéma du monde - Dramatique
- Lila dit ça - Ziad Doueiri

## Sélections

### Séances spéciales
- La Marche de l'empereur